# Elphos megaspilata
Elphos megaspilata är en fjärilsart som beskrevs av George Francis Hampson 1895. Elphos megaspilata ingår i släktet Elphos och familjen mätare. Inga underarter finns listade i Catalogue of Life.